# Gouvernement Bagratian II
Ne doit pas être confondu avec Gouvernement Bagratian I.
Arménie
Bagratian I A. Sarkissian
Le gouvernement Bagratian II est le gouvernement de l'Arménie du 27 juillet 1995 au 3 novembre 1996.

## Majorité et historique
Il s'agit du second gouvernement formé par Hrant Bagratian.

## Composition
- Les nouveaux ministres sont indiqués en gras, ceux ayant changé d'attributions en italique.

| Poste                                                                                                   | Titulaire | Titulaire          | Parti |
| --- | --------- | ------------------ | ----- |
| Premier ministre                                                                                        |           | Hrant Bagratian    | HHS   |
| Ministre de l'Agriculture et des Provisions                                                             |           | Hachot Voskanian   | Sans  |
| Ministre de la Communication                                                                            |           | Grigor Poghpatian  | Sans  |
| Ministre de la Culture, Jeunesse et des Sports                                                          |           | Hakob Hakobian     | Sans  |
| Ministre de la Défense                                                                                  |           | Vazgen Sargsian    | HHK   |
| Ministre de l'Économie                                                                                  |           | Armen Yeghizarian  | Sans  |
| Ministre de l'Énergie                                                                                   |           | Gagik Martirosian  | Sans  |
| Ministre de la Protection de l'environnement et des Ressources naturelles                               |           | Souren Avetisian   | Sans  |
| Ministre des Finances                                                                                   |           | Levon Bakhoudarian | Sans  |
| Ministre de l'Alimentation et des Provisions                                                            |           | Davit Zadoian      | Sans  |
| Ministre des Affaires étrangères                                                                        |           | Vahan Papazian     | Sans  |
| Ministre de la Santé                                                                                    |           | Ara Babloian       | Sans  |
| Ministre de l'Éducation supérieure et de la Science                                                     |           | Vardges Gnouni     | Sans  |
| Ministre de l'Industrie                                                                                 |           | Achot Safarian     | Sans  |
| Ministre de l'Information                                                                               |           | Hrachia Tamrazian  | Sans  |
| Ministre des Affaires intérieures                                                                       |           | Vano Siradeghian   | HHS   |
| Ministre de la Justice                                                                                  |           | Marat Alexanian    | Sans  |
| Ministre de la Sécurité nationale                                                                       |           | Serge Sarkissian   | Sans  |
| Ministre du Travail, de la Sécurité sociale, et la Migration de population et des Affaires des réfugiés |           | Rafayel Bagoian    | Sans  |
| Ministre du Commerce, des Services et du Tourisme                                                       |           | Vahan Melkonian    | Sans  |
| Ministre des Transports                                                                                 |           | Henrik Kochinian   | Sans  |
| Ministre du Plan urbain                                                                                 |           | Felix Piroumian    | Sans  |